# Christmas Gift 3
Cristmas Gift 3 è il quinto EP del gruppo musicale italiano Diaframma pubblicato nel 2008 dalla Diaframma Records.

## Tracce
1. Everybody's Talkin' – [1]
2. La natura violenta dell'amore – [2]
3. Stella d'agosto – [3]
4. Senza titolo 1 – [3]
5. Che bambino che sei – [3]
6. Senza titolo 2 – [4]

## Formazione
- Federico Fiumani – voce, chitarra
- Marco Morandi – chitarra solista
- Guido Melis – basso
- Daniele Trambusti – batteria
- Simone Giuliani – tastiera
- Riccardo Biliotti – basso
- Alessandro Gherardi – tastiera
- Alessandro Gerbi – batteria
- Valter Poli – basso
- Alessio Riccio – batteria
- Massimo Bandinelli – basso
- Fabio Provazza – batteria